# 24 Horas de Le Mans 2009
Las 24 Horas de Le Mans 2009 (24 Heures du Mans 2009) fue la 77.ª edición del Gran Premio de resistencia, que tuvo lugar del 13 hasta el 14 de junio de 2009 en el Circuito de la Sarthe, Le Mans, Francia, fue organizado por el Automobile Club de l'Ouest (ACO).

## Ganadores
| Edición anterior | Ganadores edición 2009                 | Ganadores edición 2009                           | Ganadores edición 2009                        | Ganadores edición 2009             | Edición posterior |
| Edición anterior | LMP1                                   | LMP2                                             | GT1                                           | GT2                                | Edición posterior |
| ---------------- | -------------------------------------- | ------------------------------------------------ | --------------------------------------------- | ---------------------------------- | ----------------- |
| 2008             | David Brabham Marc Gené Alexander Wurz | Casper Elgaard Kristian Poulsen Emmanuel Collard | Johnny O'Connell Jan Magnussen Antonio García | Jaime Melo Pierre Kaffer Mika Salo | 2010              |
| 2008             | Peugeot Sport Total                    | Team Essex                                       | Corvette Racing                               | Risi Competizione                  | 2010              |
| 2008             | Peugeot 908 HDI FAP                    | Porsche RS Spyder Evo                            | Corvette C6.R                                 | Ferrari F430 GT2                   | 2010              |

## Resultados de la clasificación
Los líderes de la clase están en negrita.
| Pos | N.º | Equipo                     | Auto                            | Clase | Tiempo   | Brecha  |
| --- | --- | -------------------------- | ------------------------------- | ----- | -------- | ------- |
| 1   | 8   | Team Peugeot Total         | Peugeot 908 HDi FAP             | LMP1  | 3:22.888 |         |
| 2   | 1   | Audi Sport Team Joest      | Audi R15 TDI                    | LMP1  | 3:23.650 | +0.762  |
| 3   | 7   | Team Peugeot Total         | Peugeot 908 HDi FAP             | LMP1  | 3:24.860 | +1.972  |
| 4   | 17  | Pescarolo Sport            | Peugeot 908 HDi FAP             | LMP1  | 3:25.062 | +2.174  |
| 5   | 9   | Peugeot Sport Total        | Peugeot 908 HDi FAP             | LMP1  | 3:25.252 | +2.364  |
| 6   | 2   | Audi Sport North America   | Audi R15 TDI                    | LMP1  | 3:25.780 | +2.892  |
| 7   | 3   | Audi Sport Team Joest      | Audi R15 TDI                    | LMP1  | 3:27.106 | +4.218  |
| 8   | 007 | AMR Eastern Europe         | Lola-Aston Martin B09/60        | LMP1  | 3:27.180 | +4.292  |
| 9   | 008 | Aston Martin Racing        | Lola-Aston Martin B09/60        | LMP1  | 3:27.704 | +4.816  |
| 10  | 13  | Speedy Racing Team Sebah   | Lola B08/60-Aston Martin        | LMP1  | 3:28.134 | +5.246  |
| 11  | 23  | Strakka Racing             | Ginetta-Zytek GZ09S             | LMP1  | 3:29.798 | +6.910  |
| 12  | 16  | Pescarolo Sport            | Pescarolo 01-Judd               | LMP1  | 3:30.466 | +7.578  |
| 13  | 15  | Kolles                     | Audi R10 TDI                    | LMP1  | 3:31.192 | +8.304  |
| 14  | 14  | Kolles                     | Audi R10 TDI                    | LMP1  | 3:31.548 | +8.660  |
| 15  | 10  | Team Oreca Matmut AIM      | Oreca 01-AIM                    | LMP1  | 3:33.514 | +10.626 |
| 16  | 11  | Team Oreca Matmut AIM      | Oreca 01-AIM                    | LMP1  | 3:33.860 | +10.972 |
| 17  | 009 | Aston Martin Racing        | Lola-Aston Martin B09/60        | LMP1  | 3:33.968 | +11.080 |
| 18  | 6   | Team LNT                   | Ginetta-Zytek GZ09S             | LMP1  | 3:35.804 | +12.916 |
| 19  | 4   | Creation Autosportif       | Creation CA07                   | LMP1  | 3:36.552 | +13.072 |
| 20  | 31  | Team Essex                 | Porsche RS Spyder Evo           | LMP2  | 3:37.720 | +14.832 |
| 21  | 5   | Navi Team Goh              | Porsche RS Spyder Evo           | LMP2  | 3:37.802 | +14.914 |
| 22  | 12  | Signature Plus             | Courage-Oreca LC70E-Judd        | LMP1  | 3:39.326 | +16.438 |
| 23  | 33  | Speedy Racing Team Sebah   | Lola B08/80-Judd                | LMP2  | 3:41.724 | +18.836 |
| 24  | 25  | RML                        | Lola B08/80-Mazda MZR-R         | LMP2  | 3:41.952 | +19.064 |
| 25  | 40  | Quifel ASM Team            | Ginetta-Zytek GZ09S/2           | LMP2  | 3:42.012 | +19.124 |
| 26  | 30  | Racing Box                 | Lola B08/80-Judd                | LMP2  | 3:42.848 | +19.960 |
| 27  | 41  | GAC Racing Team            | Zytek 07S/2                     | LMP2  | 3:44.830 | +21.942 |
| 28  | 35  | OAK Racing                 | Pescarolo 01-Mazda MZR-R        | LMP2  | 3:45.032 | +22.144 |
| 29  | 32  | Barazi-Epsilon             | Zytek 07S/2                     | LMP2  | 3:52.956 | +30.068 |
| 30  | 39  | KSM                        | Lola B07/46                     | LMP2  | 3:53.072 | +30.184 |
| 31  | 63  | Corvette Racing            | Chevrolet Corvette C6.R         | GT1   | 3:54.230 | +31.342 |
| 32  | 64  | Corvette Racing            | Chevrolet Corvette C6.R         | GT1   | 3:54.702 | +31.814 |
| 33  | 26  | Bruichladdich-Bruneau Team | Radical SR9-AER                 | LMP2  | 3:55.320 | +32.432 |
| 34  | 66  | Jetalliance Racing         | Aston Martin DBR9               | GT1   | 3:56.126 | +33.238 |
| 35  | 72  | Luc Alphand Aventures      | Chevrolet Corvette C6.R         | GT1   | 3:57.170 | +34.282 |
| 36  | 24  | OAK Racing                 | Pescarolo 01-Mazda MZR-R        | LMP2  | 3:57.524 | +34.636 |
| 37  | 73  | Luc Alphand Aventures      | Chevrolet Corvette C6.R         | GT1   | 4:00.528 | +35.676 |
| 38  | 80  | Flying Lizard Motorsports  | Porsche 997 GT3-RSR             | GT2   | 4:03.202 | +40.314 |
| 39  | 77  | Team Felbermayr-Proton     | Porsche 997 GT3-RSR             | GT2   | 4:03.232 | +40.344 |
| 40  | 82  | Risi Competizione          | Ferrari F430 GT2                | GT2   | 4:04.056 | +41.168 |
| 41  | 99  | JMB Racing                 | Ferrari F430 GT2                | GT2   | 4:04.084 | +41.196 |
| 42  | 97  | BMS Scuderia Italia        | Ferrari F430 GT2                | GT2   | 4:04.222 | +41.334 |
| 43  | 76  | IMSA Performance Matmut    | Porsche 997 GT3-RSR             | GT2   | 4:04.648 | +41.760 |
| 44  | 78  | AF Corse                   | Ferrari F430 GT2                | GT2   | 4:04.938 | +42.050 |
| 45  | 92  | JMW Motorsport             | Ferrari F430 GT2                | GT2   | 4:05.168 | +42.280 |
| 46  | 87  | Drayson Racing             | Aston Martin V8 Vantage GT2     | GT2   | 4:06.482 | +43.594 |
| 47  | 89  | Hankook Team Farnbacher    | Ferrari F430 GT2                | GT2   | 4:06.612 | +43.724 |
| 48  | 85  | Snoras Spyker Squadron     | Spyker C8 Laviolette GT2-R-Audi | GT2   | 4:08.348 | +45.460 |
| 49  | 84  | Team Modena                | Ferrari F430 GT2                | GT2   | 4:08.508 | +45.620 |
| 50  | 83  | Risi Competizione          | Ferrari F430 GT2                | GT2   | 4:08.758 | +45.870 |
| 51  | 70  | IMSA Performance Matmut    | Porsche 997 GT3-RSR             | GT2   | 4:10.014 | +47.126 |
| 52  | 75  | Endurance Asia Team        | Porsche 997 GT3-RSR             | GT2   | 4:10.456 | +47.568 |
| 53  | 96  | Virgo Motorsport           | Ferrari F430 GT2                | GT2   | 4:10.664 | +47.776 |
| 54  | 81  | Advanced Engineering       | Ferrari F430 GT2                | GT2   | 4:13.920 | +51.032 |
| 55  | 68  | JLOC                       | Lamborghini Murciélago R-GT     | GT1   | 4:21.812 | +58.924 |

## Resultados de la carrera
Los ganadores de cada clase están marcados en negrita. Los coches que no completarón el 70% de la distancia del ganador o terminen la carrera (No Terminaron / DNF) están marcados como No Clasificados (NC). (Los coches marcados como NC se mueven a la parte posterior de la parrilla, independientemente del número de vueltas completadas.)
| Pos            | Pos. Clase | Clase | No. | Equipo                                         | Pilotos                                                    | Chasis                               | Neu. | Vue. |
| Pos            | Pos. Clase | Clase | No. | Equipo                                         | Pilotos                                                    | Motor                                | Neu. | Vue. |
| -------------- | ---------- | ----- | --- | ---------------------------------------------- | ---------------------------------------------------------- | ------------------------------------ | ---- | ---- |
| 1              | 1          | LMP1  | 9   | Peugeot Sport Total                            | David Brabham Marc Gené Alexander Wurz                     | Peugeot 908 HDi FAP                  | M    | 382  |
| 1              | 1          | LMP1  | 9   | Peugeot Sport Total                            | David Brabham Marc Gené Alexander Wurz                     | Peugeot HDi 5.5 L Turbo V12 (Diesel) | M    | 382  |
| 2              | 2          | LMP1  | 8   | Team Peugeot Total                             | Franck Montagny Sébastien Bourdais Stéphane Sarrazin       | Peugeot 908 HDi FAP                  | M    | 381  |
| 2              | 2          | LMP1  | 8   | Team Peugeot Total                             | Franck Montagny Sébastien Bourdais Stéphane Sarrazin       | Peugeot HDi 5.5 L Turbo V12 (Diesel) | M    | 381  |
| 3              | 3          | LMP1  | 1   | Audi Sport Team Joest                          | Tom Kristensen Allan McNish Rinaldo Capello                | Audi R15 TDI                         | M    | 376  |
| 3              | 3          | LMP1  | 1   | Audi Sport Team Joest                          | Tom Kristensen Allan McNish Rinaldo Capello                | Audi TDI 5.5 L Turbo V10 (Diesel)    | M    | 376  |
| 4              | 4          | LMP1  | 007 | AMR Eastern Europe                             | Jan Charouz Tomáš Enge Stefan Mücke                        | Lola-Aston Martin B09/60             | M    | 373  |
| 4              | 4          | LMP1  | 007 | AMR Eastern Europe                             | Jan Charouz Tomáš Enge Stefan Mücke                        | Aston Martin 6.0 L V12               | M    | 373  |
| 5              | 5          | LMP1  | 11  | Team Oreca Matmut AIM                          | Olivier Panis Nicolas Lapierre Soheil Ayari                | Oreca 01                             | M    | 370  |
| 5              | 5          | LMP1  | 11  | Team Oreca Matmut AIM                          | Olivier Panis Nicolas Lapierre Soheil Ayari                | AIM YS5.5 5.5 L V10                  | M    | 370  |
| 6              | 6          | LMP1  | 7   | Team Peugeot Total                             | Nicolas Minassian Pedro Lamy Christian Klien               | Peugeot 908 HDi FAP                  | M    | 369  |
| 6              | 6          | LMP1  | 7   | Team Peugeot Total                             | Nicolas Minassian Pedro Lamy Christian Klien               | Peugeot HDi 5.5 L Turbo V12 (Diesel) | M    | 369  |
| 7              | 7          | LMP1  | 14  | Kolles                                         | Charles Zwolsman, Jr. Narain Karthikeyan André Lotterer    | Audi R10 TDI                         | M    | 369  |
| 7              | 7          | LMP1  | 14  | Kolles                                         | Charles Zwolsman, Jr. Narain Karthikeyan André Lotterer    | Audi TDI 5.5 L Turbo V12 (Diesel)    | M    | 369  |
| 8              | 8          | LMP1  | 16  | Pescarolo Sport                                | Christophe Tinseau Bruce Jouanny João Barbosa              | Pescarolo 01                         | M    | 368  |
| 8              | 8          | LMP1  | 16  | Pescarolo Sport                                | Christophe Tinseau Bruce Jouanny João Barbosa              | Judd GV5.5 S2 5.5 L V10              | M    | 368  |
| 9              | 9          | LMP1  | 15  | Kolles                                         | Christian Bakkerud Christijan Albers Giorgio Mondini       | Audi R10 TDI                         | M    | 360  |
| 9              | 9          | LMP1  | 15  | Kolles                                         | Christian Bakkerud Christijan Albers Giorgio Mondini       | Audi TDI 5.5 L Turbo V12 (Diesel)    | M    | 360  |
| 10             | 1          | LMP2  | 31  | Team Essex                                     | Casper Elgaard Kristian Poulsen Emmanuel Collard           | Porsche RS Spyder Evo                | M    | 357  |
| 10             | 1          | LMP2  | 31  | Team Essex                                     | Casper Elgaard Kristian Poulsen Emmanuel Collard           | Porsche MR6 3.4 L V8                 | M    | 357  |
| 11             | 10         | LMP1  | 12  | Signature Plus                                 | Pierre Ragues Franck Mailleux Didier André                 | Courage-Oreca LC70E                  | M    | 344  |
| 11             | 10         | LMP1  | 12  | Signature Plus                                 | Pierre Ragues Franck Mailleux Didier André                 | Judd GV5.5 S2 5.5 L V10              | M    | 344  |
| 12             | 2          | LMP2  | 33  | Speedy Racing Team Sebah Automotive            | Benjamin Leuenberger Xavier Pompidou Jonny Kane            | Lola B08/80                          | M    | 343  |
| 12             | 2          | LMP2  | 33  | Speedy Racing Team Sebah Automotive            | Benjamin Leuenberger Xavier Pompidou Jonny Kane            | Judd DB 3.4 L V8                     | M    | 343  |
| 13             | 11         | LMP1  | 008 | Aston Martin Racing                            | Anthony Davidson Darren Turner Jos Verstappen              | Lola-Aston Martin B09/60             | M    | 342  |
| 13             | 11         | LMP1  | 008 | Aston Martin Racing                            | Anthony Davidson Darren Turner Jos Verstappen              | Aston Martin 6.0 L V12               | M    | 342  |
| 14             | 12         | LMP1  | 13  | Speedy Racing Team Sebah Automotive            | Andrea Belicchi Nicolas Prost Neel Jani                    | Lola B08/60                          | M    | 342  |
| 14             | 12         | LMP1  | 13  | Speedy Racing Team Sebah Automotive            | Andrea Belicchi Nicolas Prost Neel Jani                    | Aston Martin 6.0 L V12               | M    | 342  |
| 15             | 1          | GT1   | 63  | Corvette Racing                                | Johnny O'Connell Jan Magnussen Antonio García              | Chevrolet Corvette C6.R              | M    | 342  |
| 15             | 1          | GT1   | 63  | Corvette Racing                                | Johnny O'Connell Jan Magnussen Antonio García              | Chevrolet LS7.R 7.0 L V8             | M    | 342  |
| 16             | 2          | GT1   | 73  | Luc Alphand Aventures                          | Xavier Maassen Yann Clairay Julien Jousse                  | Chevrolet Corvette C6.R              | D    | 336  |
| 16             | 2          | GT1   | 73  | Luc Alphand Aventures                          | Xavier Maassen Yann Clairay Julien Jousse                  | Chevrolet LS7.R 7.0 L V8             | D    | 336  |
| 17             | 13         | LMP1  | 3   | Audi Sport Team Joest                          | Timo Bernhard Romain Dumas Alexandre Prémat                | Audi R15 TDI                         | M    | 333  |
| 17             | 13         | LMP1  | 3   | Audi Sport Team Joest                          | Timo Bernhard Romain Dumas Alexandre Prémat                | Audi TDI 5.5 L Turbo V10 (Diesel)    | M    | 333  |
| 18             | 1          | GT2   | 82  | Risi Competizione                              | Jaime Melo Pierre Kaffer Mika Salo                         | Ferrari F430 GT2                     | M    | 329  |
| 18             | 1          | GT2   | 82  | Risi Competizione                              | Jaime Melo Pierre Kaffer Mika Salo                         | Ferrari 4.0 L V8                     | M    | 329  |
| 19             | 2          | GT2   | 97  | BMS Scuderia Italia                            | Fabio Babini Matteo Malucelli Paolo Ruberti                | Ferrari F430 GT2                     | P    | 327  |
| 19             | 2          | GT2   | 97  | BMS Scuderia Italia                            | Fabio Babini Matteo Malucelli Paolo Ruberti                | Ferrari 4.0 L V8                     | P    | 327  |
| 20             | 3          | LMP2  | 24  | OAK Racing Team Mazda France                   | Jacques Nicolet Richard Hein Jean-François Yvon            | Pescarolo 01                         | D    | 325  |
| 20             | 3          | LMP2  | 24  | OAK Racing Team Mazda France                   | Jacques Nicolet Richard Hein Jean-François Yvon            | Mazda MZR-R 2.0 L Turbo I4           | D    | 325  |
| 21             | 14         | LMP1  | 23  | Strakka Racing                                 | Nick Leventis Peter Hardman Danny Watts                    | Ginetta-Zytek GZ09S                  | M    | 325  |
| 21             | 14         | LMP1  | 23  | Strakka Racing                                 | Nick Leventis Peter Hardman Danny Watts                    | Zytek ZJ458 4.5 L V8                 | M    | 325  |
| 22             | 3          | GT2   | 83  | Risi Competizione Krohn Racing                 | Tracy Krohn Eric van de Poele Niclas Jönsson               | Ferrari F430 GT2                     | M    | 323  |
| 22             | 3          | GT2   | 83  | Risi Competizione Krohn Racing                 | Tracy Krohn Eric van de Poele Niclas Jönsson               | Ferrari 4.0 L V8                     | M    | 323  |
| 23             | 4          | GT2   | 92  | JMW Motorsport                                 | Rob Bell Andrew Kirkaldy Tim Sugden                        | Ferrari F430 GT2                     | D    | 320  |
| 23             | 4          | GT2   | 92  | JMW Motorsport                                 | Rob Bell Andrew Kirkaldy Tim Sugden                        | Ferrari 4.0 L V8                     | D    | 320  |
| 24             | 15         | LMP1  | 4   | Creation Autosportif                           | Jamie Campbell-Walter Vanina Ickx Romain Iannetta          | Creation CA07                        | M    | 319  |
| 24             | 15         | LMP1  | 4   | Creation Autosportif                           | Jamie Campbell-Walter Vanina Ickx Romain Iannetta          | Judd GV5.5 S2 5.5 L V10              | M    | 319  |
| 25             | 5          | GT2   | 85  | Snoras Spyker Squadron                         | Tom Coronel Jeroen Bleekemolen Jaroslav Janiš              | Spyker C8 Laviolette GT2-R           | M    | 319  |
| 25             | 5          | GT2   | 85  | Snoras Spyker Squadron                         | Tom Coronel Jeroen Bleekemolen Jaroslav Janiš              | Audi 3.8 L V8                        | M    | 319  |
| 26             | 6          | GT2   | 78  | AF Corse                                       | Gianmaria Bruni Luis Pérez Companc Matías Russo            | Ferrari F430 GT2                     | M    | 317  |
| 26             | 6          | GT2   | 78  | AF Corse                                       | Gianmaria Bruni Luis Pérez Companc Matías Russo            | Ferrari 4.0 L V8                     | M    | 317  |
| 27             | 7          | GT2   | 84  | Team Modena                                    | Leo Mansell Pierre Ehret Roman Rusinov                     | Ferrari F430 GT2                     | M    | 314  |
| 27             | 7          | GT2   | 84  | Team Modena                                    | Leo Mansell Pierre Ehret Roman Rusinov                     | Ferrari 4.0 L V8                     | M    | 314  |
| 28             | 4          | LMP2  | 32  | Barazi-Epsilon                                 | Juan Barazi Phil Bennett Stuart Moseley                    | Zytek 07S/2                          | D    | 306  |
| 28             | 4          | LMP2  | 32  | Barazi-Epsilon                                 | Juan Barazi Phil Bennett Stuart Moseley                    | Zytek 2ZG348 3.4 L V8                | D    | 306  |
| 29             | 8          | GT2   | 99  | JMB Racing                                     | Manuel Rodrigues Yvan Lebon Christophe Bouchut             | Ferrari F430 GT2                     | M    | 304  |
| 29             | 8          | GT2   | 99  | JMB Racing                                     | Manuel Rodrigues Yvan Lebon Christophe Bouchut             | Ferrari 4.0 L V8                     | M    | 304  |
| 30             | 9          | GT2   | 81  | Advanced Engineering Team Seattle              | Patrick Dempsey Don Kitch, Jr. Joe Foster                  | Ferrari F430 GT2                     | M    | 301  |
| 30             | 9          | GT2   | 81  | Advanced Engineering Team Seattle              | Patrick Dempsey Don Kitch, Jr. Joe Foster                  | Ferrari 4.0 L V8                     | M    | 301  |
| 31             | 3          | GT1   | 66  | Jetalliance Racing                             | Lukas Lichtner-Hoyer Thomas Gruber Alex Müller             | Aston Martin DBR9                    | M    | 294  |
| 31             | 3          | GT1   | 66  | Jetalliance Racing                             | Lukas Lichtner-Hoyer Thomas Gruber Alex Müller             | Aston Martin 6.0 L V12               | M    | 294  |
| 32             | 10         | GT2   | 96  | Virgo Motorsport                               | Sean McInerney Michael McInerney Michael Vergers           | Ferrari F430 GT2                     | D    | 280  |
| 32             | 10         | GT2   | 96  | Virgo Motorsport                               | Sean McInerney Michael McInerney Michael Vergers           | Ferrari 4.0 L V8                     | D    | 280  |
| No clasificado |            |       |     |                                                |                                                            |                                      |      |      |
| 33             | 11         | GT2   | 75  | Endurance Asia Team Perspective Racing         | Darryl O'Young Philippe Hesnault Plamen Kralev             | Porsche 997 GT3-RSR                  | D    | 186  |
| 33             | 11         | GT2   | 75  | Endurance Asia Team Perspective Racing         | Darryl O'Young Philippe Hesnault Plamen Kralev             | Porsche 3.8 L Flat-6                 | D    | 186  |
| No terminaron  |            |       |     |                                                |                                                            |                                      |      |      |
| 34             | 5          | LMP2  | 5   | Navi Team Goh                                  | Seiji Ara Keisuke Kunimoto Sascha Maassen                  | Porsche RS Spyder Evo                | M    | 339  |
| 34             | 5          | LMP2  | 5   | Navi Team Goh                                  | Seiji Ara Keisuke Kunimoto Sascha Maassen                  | Porsche MR6 3.4 L V8                 | M    | 339  |
| 35             | 4          | GT1   | 64  | Corvette Racing                                | Oliver Gavin Olivier Beretta Marcel Fässler                | Chevrolet Corvette C6.R              | M    | 311  |
| 35             | 4          | GT1   | 64  | Corvette Racing                                | Oliver Gavin Olivier Beretta Marcel Fässler                | Chevrolet LS7.R 7.0 L V8             | M    | 311  |
| 36             | 6          | LMP2  | 25  | RML                                            | Thomas Erdos Mike Newton Chris Dyson                       | Lola B08/86                          | M    | 273  |
| 36             | 6          | LMP2  | 25  | RML                                            | Thomas Erdos Mike Newton Chris Dyson                       | Mazda MZR-R 2.0 L Turbo I4           | M    | 273  |
| 37             | 12         | GT2   | 87  | Drayson Racing                                 | Paul Drayson Jonny Cocker Marino Franchitti                | Aston Martin V8 Vantage GT2          | M    | 272  |
| 37             | 12         | GT2   | 87  | Drayson Racing                                 | Paul Drayson Jonny Cocker Marino Franchitti                | Aston Martin 4.5 L V8                | M    | 272  |
| 38             | 13         | GT2   | 76  | IMSA Performance Matmut                        | Patrick Pilet Raymond Narac Patrick Long                   | Porsche 997 GT3-RSR                  | M    | 265  |
| 38             | 13         | GT2   | 76  | IMSA Performance Matmut                        | Patrick Pilet Raymond Narac Patrick Long                   | Porsche 4.0 L Flat-6                 | M    | 265  |
| 39             | 7          | LMP2  | 39  | KSM                                            | Hideki Noda Jean de Pourtales Matthew Marsh                | Lola B07/46                          | D    | 261  |
| 39             | 7          | LMP2  | 39  | KSM                                            | Hideki Noda Jean de Pourtales Matthew Marsh                | Mazda MZR-R 2.0 L Turbo I4           | D    | 261  |
| 40             | 16         | LMP1  | 009 | Aston Martin Racing                            | Stuart Hall Harold Primat Peter Kox                        | Lola-Aston Martin B09/60             | M    | 252  |
| 40             | 16         | LMP1  | 009 | Aston Martin Racing                            | Stuart Hall Harold Primat Peter Kox                        | Aston Martin 6.0 L V12               | M    | 252  |
| 41             | 17         | LMP1  | 10  | Team Oreca Matmut AIM                          | Stéphane Ortelli Bruno Senna Tiago Monteiro                | Oreca 01                             | M    | 219  |
| 41             | 17         | LMP1  | 10  | Team Oreca Matmut AIM                          | Stéphane Ortelli Bruno Senna Tiago Monteiro                | AIM YS5.5 5.5 L V10                  | M    | 219  |
| 42             | 18         | LMP1  | 17  | Pescarolo Sport                                | Simon Pagenaud Jean-Christophe Boullion Benoît Tréluyer    | Peugeot 908 HDi FAP                  | M    | 210  |
| 42             | 18         | LMP1  | 17  | Pescarolo Sport                                | Simon Pagenaud Jean-Christophe Boullion Benoît Tréluyer    | Peugeot HDi 5.5 L Turbo V12 (Diesel) | M    | 210  |
| 43             | 8          | LMP2  | 35  | OAK Racing Team Mazda France                   | Matthieu Lahaye Guillaume Moreau Karim Ajlani              | Pescarolo 01                         | D    | 208  |
| 43             | 8          | LMP2  | 35  | OAK Racing Team Mazda France                   | Matthieu Lahaye Guillaume Moreau Karim Ajlani              | Mazda MZR-R 2.0 L I4                 | D    | 208  |
| 44             | 9          | LMP2  | 30  | Racing Box                                     | Andrea Piccini Thomas Biagi Matteo Bobbi                   | Lola B08/80                          | M    | 203  |
| 44             | 9          | LMP2  | 30  | Racing Box                                     | Andrea Piccini Thomas Biagi Matteo Bobbi                   | Judd DB 3.4 L V8                     | M    | 203  |
| 45             | 14         | GT2   | 80  | Flying Lizard Motorsports                      | Jörg Bergmeister Darren Law Seth Neiman                    | Porsche 997 GT3-RSR                  | M    | 194  |
| 45             | 14         | GT2   | 80  | Flying Lizard Motorsports                      | Jörg Bergmeister Darren Law Seth Neiman                    | Porsche 4.0 L Flat-6                 | M    | 194  |
| 46             | 15         | GT2   | 89  | Hankook Team Farnbacher                        | Dominik Farnbacher Allan Simonsen Christian Montanari      | Ferrari F430 GT2                     | H    | 183  |
| 46             | 15         | GT2   | 89  | Hankook Team Farnbacher                        | Dominik Farnbacher Allan Simonsen Christian Montanari      | Ferrari 4.0 L V8                     | H    | 183  |
| 47             | 19         | LMP1  | 6   | Team LNT                                       | Lawrence Tomlinson Richard Dean Nigel Moore                | Ginetta-Zytek GZ09S                  | M    | 178  |
| 47             | 19         | LMP1  | 6   | Team LNT                                       | Lawrence Tomlinson Richard Dean Nigel Moore                | Zytek ZG408 4.0 L V8                 | M    | 178  |
| 48             | 20         | LMP1  | 2   | Audi Sport North America                       | Marco Werner Lucas Luhr Mike Rockenfeller                  | Audi R15 TDI                         | M    | 104  |
| 48             | 20         | LMP1  | 2   | Audi Sport North America                       | Marco Werner Lucas Luhr Mike Rockenfeller                  | Audi TDI 5.5 L Turbo V10 (Diesel)    | M    | 104  |
| 49             | 10         | LMP2  | 41  | GAC Racing Team                                | Karim Ojjeh Claude-Yves Gosselin Philipp Peter             | Zytek 07S/2                          | M    | 102  |
| 49             | 10         | LMP2  | 41  | GAC Racing Team                                | Karim Ojjeh Claude-Yves Gosselin Philipp Peter             | Zytek ZG348 3.4 L V8                 | M    | 102  |
| 50             | 16         | GT2   | 70  | IMSA Performance Matmut Team Felbermayr-Proton | Michel Lecourt Horst Felbermayr, Sr. Horst Felbermayr, Jr. | Porsche 997 GT3-RSR                  | M    | 102  |
| 50             | 16         | GT2   | 70  | IMSA Performance Matmut Team Felbermayr-Proton | Michel Lecourt Horst Felbermayr, Sr. Horst Felbermayr, Jr. | Porsche 4.0 L Flat-6                 | M    | 102  |
| 51             | 5          | GT1   | 72  | Luc Alphand Aventures                          | Luc Alphand Stéphan Grégoire Patrice Goueslard             | Chevrolet Corvette C6.R              | D    | 99   |
| 51             | 5          | GT1   | 72  | Luc Alphand Aventures                          | Luc Alphand Stéphan Grégoire Patrice Goueslard             | Chevrolet LS7.R 7.0 L V8             | D    | 99   |
| 52             | 11         | LMP2  | 26  | Bruichladdich-Bruneau Team                     | Pierre Bruneau Marc Rostan Tim Greaves                     | Radical SR9                          | D    | 91   |
| 52             | 11         | LMP2  | 26  | Bruichladdich-Bruneau Team                     | Pierre Bruneau Marc Rostan Tim Greaves                     | AER P07 2.0 L Turbo I4               | D    | 91   |
| 53             | 12         | LMP2  | 40  | Quifel ASM Team                                | Miguel Amaral Olivier Pla Guy Smith                        | Ginetta-Zytek GZ09S/2                | D    | 46   |
| 53             | 12         | LMP2  | 40  | Quifel ASM Team                                | Miguel Amaral Olivier Pla Guy Smith                        | Zytek ZG348 3.4 L V8                 | D    | 46   |
| 54             | 17         | GT2   | 77  | Team Felbermayr-Proton                         | Marc Lieb Wolf Henzler Richard Lietz                       | Porsche 997 GT3-RSR                  | M    | 24   |
| 54             | 17         | GT2   | 77  | Team Felbermayr-Proton                         | Marc Lieb Wolf Henzler Richard Lietz                       | Porsche 4.0 L Flat-6                 | M    | 24   |
| 55             | 6          | GT1   | 68  | JLOC                                           | Atsushi Yogo Yutaka Yamagishi Marco Apicella               | Lamborghini Murciélago R-GT          | Y    | 1    |
| 55             | 6          | GT1   | 68  | JLOC                                           | Atsushi Yogo Yutaka Yamagishi Marco Apicella               | Lamborghini 6.0 L V12                | Y    | 1    |